# Amtsgericht Schwandorf
Das Amtsgericht Schwandorf ist ein Gericht der ordentlichen Gerichtsbarkeit und eines von 73 Amtsgerichten in Bayern.

## Geschichte
Im Jahre 1803 wurden im heutigen Kreisgebiet von Schwandorf die Landgerichte Burglengenfeld, Nabburg und Neunburg vorm Wald errichtet. Sie gehörten zum Regenkreis, der 1838 in Oberpfalz und Regensburg (später nur noch Oberpfalz) umbenannt wurde. Im Jahr 1862 entstand aus den Landgerichten Burglengenfeld und Schwandorf das Bezirksamt Burglengenfeld, wobei das Landgericht Schwandorf als Gerichtsbehörde aus 19 Gemeinden des Landgerichts Burglengenfeld neu eingerichtet wurde. Das Landgericht Schwandorf wurde mit der Einführung des Gerichtsverfassungsgesetzes 1879 zum Amtsgericht Schwandorf. Mit Inkrafttreten des Gesetzes über die Organisation der ordentlichen Gerichte im Freistaat Bayern (GerOrgG) am 1. Juli 1973 wurde das Amtsgericht Neunburg vorm Wald aufgehoben und dessen Bezirk mit Ausnahme der – als Teil des neuen Landkreises Cham – dem Amtsgericht Cham zugelegten Ortschaften Großenzenried, Hillstett und Pillmersried dem Amtsgericht Schwandorf zugeteilt. Die 1973 gebildeten Zweigstellen Burglengenfeld und Nabburg des Amtsgerichts Schwandorf wurden zum 1. August 2006 aufgehoben und dem Amtsgericht Schwandorf zugeteilt. Die letzte Außenstelle Oberviechtach wurde zum 1. September 2015 aufgehoben.
Während der Auseinandersetzungen um die Wiederaufarbeitungsanlage Wackersdorf (WAA) in den 1980er Jahren wurde das Amtsgericht zur „Festung“ ausgebaut. Für die bis zu 20 WAA-Verfahren pro Woche entstand ein neuer Gerichtskomplex aus Beton, Panzerglas, Stahltüren und fensterlosen Sitzungssälen umgeben von einer meterhohen Mauer. Um die Prozessflut zu bewältigen, wurden dem Amtsgericht sieben neue Richter und 13 Staatsanwälte zusätzlich zugewiesen.

## Zuständigkeitsbereich
Der Amtsgerichtsbezirk umfasst den gesamten Landkreis Schwandorf. In diesem Bezirk leben rund 143.000 Menschen. Das Gericht ist erstinstanzlich für Zivil-, Familien- und Strafsachen zuständig.

## Übergeordnete Gerichte
Dem Amtsgericht Schwandorf ist das Landgericht Amberg übergeordnet, welche beide wiederum dem Bezirk des Oberlandesgericht Nürnberg angehören.

## Gerichtsgebäude
Das Gerichtsgebäude befindet sich in der Kreuzbergstraße in Schwandorf. Alle Zweigstellen wurden spätestens im Jahre 2015 geschlossen.